# Iglesia de Nuestra Señora de la Asunción (Arechavaleta)
La iglesia de Nuestra Señora de la Asunción es un inmueble de la localidad española de Arechavaleta, en la provincia de Guipúzcoa.

## Descripción
El edificio se encuentra en la localidad española de Arechavaleta, perteneciente a la provincia de Guipúzcoa, en la comunidad autónoma del País Vasco. Se menciona como iglesia parroquial del lugar en el Diccionario histórico-geográfico-descriptivo de los pueblos, valles, partidos, alcaldías y uniones de Guipúzcoa (1862) de Pablo de Gorosábel, donde aparece descrita con las siguientes palabras:

La iglesia parroquial de este pueblo es de la advocacion de Santa María de la Asuncion; la cual se halla servida por un cura párroco y tres beneficiados. La presentacion de estas piezas corresponde al conde de Oñate, como poseedor de la casa de Guevara, su patrono divisero. La primitiva parroquia fué titulada San Miguel de Bedarreta, reputada como la mas antigua de toda la circunferencia; la cual está reducida en el dia á cementerio.
(Gorosábel, 1862, p. 47)